# 夜のつづき
『夜のつづき』（よるのつづき）は、2017年10月11日にエマーシー・レコードから発売された八代亜紀のカバー・アルバムである。

## 概要
2012年発売の『夜のアルバム』に続く5年ぶりのジャズ・カバー・アルバムで、再び小西康陽がプロデュースを手がけている。
高音質のSHM-CDにて発売され、LPレコードが2017年と2022年の2度にわたって発売された。

## 収録曲
1. 帰ってくれたら嬉しいわ
2. フィーヴァー
3. 黒い花びら
4. 涙の太陽
5. 旅立てジャック
6. ワーク・ソング
7. カモナ・マイ・ハウス
8. にくい貴方
9. 恋の特効薬
10. 夜のつづき（赤と青のブルース）
11. 赤と青のブルース
12. 男と女のお話
13. 夜が明けたら